# Count Owen
Count Owen, właśc. Owen Emanuel (ur. 1934 w Gayle) – jamajski gitarzysta i wokalista, wykonawca klasycznej odmiany muzyki mento, zaś począwszy od lat 60. również ska, rocksteady oraz reggae.

## Życiorys
Urodził się w niewielkiej miejscowości Gayle w regionie Saint Mary, jednak wkrótce jego rodzina postanowiła osiedlić się w stolicy kraju, Kingston, w dzielnicy Jones Town. Tam też w wieku lat siedmiu zaczął śpiewać w lokalnej szkole podstawowej, uchodząc za najbardziej utalentowanego ucznia w klasie muzycznej. Gdy miał 19 lat, po raz pierwszy wziął udział w konkursie młodych talentów zorganizowanym przez stołeczną rozgłośnię radiową RJR. Szerszej publiczności dał się poznać rok później, występując w popularnym show radiowym "Vere Johns Opportunity Hour"; na tym etapie kariery wykonywał przeważnie ballady bluesowe. Podobnie jak wielu innych wykonawców mento, swoje pierwsze nagrania - singel "Nana" / "Love In Sweet Jamaica" - zrealizował w Motta’s Recording Studio (jako że prowadzący studio Stanley Motta nie posiadał jeszcze wówczas maszyny tłoczącej, acetatowe matryce z nagraniami wysyłał do Wielkiej Brytanii, gdzie płyty tłoczyła dla niego wytwórnia Decca Records). Sam przygrywał sobie na gitarze, zaś w składzie akompaniujących mu Calypsonians znalazł się m.in. Euton Gayle, jeden z najpopularniejszych na wyspie banjolinistów. Równocześnie nawiązał współpracę z innym znanym producentem, Kenem Khourim, który wydał kilka kolejnych singli muzyka nakładem swojego labelu Kalypso Records.
W roku 1961 zajął drugie miejsce w konkursie "The Albany King Size Calypso" na najlepszą piosenkę reklamową zorganizowanym przez spółkę Machado Tobacco Ltd., producenta marki papierosów The Albany Cigarettes. W transmitowanym na żywo przez Radio Jamaica finale konkursu, który odbył się w największym wówczas na wyspie plenerowym kinoteatrze Palace Theatre, musiał uznać jedynie wyższość Lorda Tanamo. Oprócz drugiej nagrody w wysokości 25 funtów, jego utwór został przez Machado wydany na stronie B singla ze zwycięską kompozycją Lorda Tanamo. Wkrótce nakładem Kalypso Records ukazała się również jego pierwsza płyta długogrająca pt. Down Jamaica Way (w roku 2005 japońska wytwórnia Dub Store Sound wydała reedycję krążka na płycie CD). Do końca lat 60. Khouri wydał nakładem różnych swoich labeli jeszcze cztery kolejne albumy studyjne muzyka; na dwóch ostatnich usłyszeć można już nie tylko typowe jamajskie mento-calypso, ale także ska (Come Let's Go Ska-Lypso) oraz rocksteady (Rock Steady Calypso).
W latach 70. i 80. Count Owen kontynuował karierę przede wszystkim w formie występów na żywo w hotelach na północnym wybrzeżu wyspy. Z roku 1972 pochodzi ostatnie jego nagranie, singel pt. „The End” / „Dub End” zarejestrowany przez Clementa „Sir Coxsone'a” Dodda w Studiu One, będący coverem przeboju Earla Granta w aranżacji reggae. Obecnie, jako jeden z niewielu żyjących jeszcze wykonawców klasycznego mento, jest na muzycznej emeryturze. Po raz ostatni wystąpił przed publiką na żywo w maju 2003 roku, podczas koncertu „Mento In May” zorganizowanego w zabytkowej XIX-wiecznej rezydencji Devon House w Kingston; w czasie występu akompaniowała mu grupa Rod Dennis Mento Band.

## Dyskografia

### Single
- "Nana" / "Love In Sweet Jamaica" (Motta’s Recording Studio)
- "Hool-A-Hoop Calypso" / "Island In The Sun Calypso" (Kalypso Records)
- "Bull Dog" / "Old Lady's Taxi" (Kalypso Records)
- "Fat Gal" / "Kendall Duppy" (Kalypso Records)
- "Come With Me" / "Fish Tail Hobble" (Kalypso Records)
- "The End" / "Dub End" (Money Disc Records)

### Albumy studyjne
- Down Jamaica Way (LP, Kalypso Records)
- Mento Time (LP, Kalypso Records)
- Count Down With Count Owen (LP, Kalypso Records)
- Come Let's Go Ska-Lypso (LP, Kentone Records)
- Rock Steady Calypso (LP, Federal Records)